# Институт за изследване на тоталитарните режими
Институтът за изследване на тоталитарните режими (на чешки: Ústav pro studium totalitních režimů, или ÚSTR) е чешка правителствена агенция и изследователски институт. Основан е от чешкото правителство през 2007 г. и се намира в Прага.
Целта на института е да събира, анализира и предоставя достъп до документи от нацистките и комунистическите тоталитарни режими. В архивите има и документи от бившата комунистическа тайна полиция StB или Държавна сигурност. Институтът е член-учредител на Платформата за европейска памет и съзнание и е домакин на нейния секретариат.
Институтът показва изложби от други страни и разработва свои собствени туристически изложби. През 2009 г. изложбата „Прага през обектива на тайната полиция“ е показана за първи път в Постоянното представителство на Чешката република към Европейския съюз в Брюксел. Изложбата е обект на статия във вестника на Харвардския университет от Марк Крамър, сътрудник и директор на Харвардския проект за изследване на Студената война, който анализира степента, до която комунистическият режим наблюдава обикновените хора.

## Противоречия
Историците Петер Апор, Шандор Хорват и Джеймс Марк твърдят, че институтът е „тясно свързан с дясна антикомунистическа субкултура“.